# Marisol Padilla Sánchez
Marisol Padilla Sánchez (Los Angeles, 7 giugno 1973) è un'attrice statunitense.

## Filmografia parziale

### Cinema
- Crimini invisibili (The End of Violence), regia di Wim Wenders (1997)
- L.A. Confidential, regia di Curtis Hanson (1997)
- The Adventures of Sebastian Cole, regia di Tod Williams (1998)
- Prima che sia notte (Before Night Falls), regia di Julian Schnabel (2000)
- Traffic, regia di Steven Soderbergh (2000)
- Dirty Dancing 2 (Dirty Dancing: Havana Nights), regia di Guy Ferland (2004)

### Televisione
- Legend - serie TV, 1 episodio (1995)
- In Justice - serie TV, 1 episodio (2006)